# Todiramphus godeffroyi
Todiramphus godeffroyi е вид птица от семейство Alcedinidae. Видът е критично застрашен от изчезване.

## Разпространение
Видът е разпространен във Френска Полинезия.